# Prosigoj
Prosigoj (srbsko Просигој,  Prosigoj, grško starogrško Προσηγόης, Prosegoës ali Prosegoïs) je bil srbski knez, ki je vladal malo pred letom 830, * druga polovica 8. stoletja , † prva polovica 9. stoletja.
Srbija je bila slovanska kneževina na zahodnem Balkanu, podložna Bizantinskemu cesarstvu. Na vzhodu je mejila na Bolgarijo. De Administrando Imperio (O upravljanju cesarstva), napisan sredi 10. stoletja, omenja, da je Prosigoj nasledil svojega očeta Radoslava in da ga je nasledil sin Vlastimir (vladal okrog 830-851). Eden od njih je zelo verjetno vladal med vstajo Ljudevita Posavskega proti Frankom (819-822). Po podatkih v Einhardovih Letopisih Frankovskega kraljestva je Ljudevit Posavski leta 822 pobegnil iz svojega sedeža v Sisku k Srbom, verjetno nekam v zahodno Bosno, ker so po Einhardovem pisanju »Srbi vladali večjemu delu Dalmacije« (ad Sorabos, quae natio magnam Dalmatiae partem obtinere dicitur). V tistem času je med Srbijo in Bolgarijo še vladal mir. Prosigojev sin Vlastimir je začetnik dinastije Vlastimirovićev, ki je vladal približno do leta 860. 
V Letopisu dukljanskega duhovnika (LDD) imena naslednjih štirih srbskih vladarjev niso navedena. Kroniko, ki je bila napisana okrog leta 1300-1310,  sodobni zgodovinarji obravnavajo kot neuporabno za dogodke v zgodnjem srednjem veku, ker omenja več zgodovinsko nepotrjenih ali legendarnih vladarjev Svevlada, Selimirja, Vladina in Ratimirja, vendar se drži patrilinealne nasledstvene tradicije. Po Simi Lukinu Laziću (1863-1904) je Prosigoj  umrl pred bolgarskim napadom na Srbijo leta 839, ki je sledil bolgarski osvojitvi frankovskega Banata in Srema.